# Денисов, Дмитрий Александрович
Дмитрий Александрович Денисов (род. 10 января 1977 г., Калуга) — российский политический деятель, Городской Голова города Калуга с 2019 года.

## Биография
Родился 10 января 1977 года в городе Калуге.
В 2000 году с отличием окончил КФ МГТУ им. Баумана по специальности «Проектирование и технология радиоэлектронных средств».
С июля 2000 года работал инженером-конструктором ОАО Калужский приборостроительный завод «Тайфун». В мае 2002 года перешёл на должность ведущего специалиста в Департаменте строительства и жилищно-коммунального хозяйства Калужской области. Позже стал главным специалистом.
С мая 2004 года работал главным специалистом, начальником отдела инвестиционных программ и энергосбережения, начальником отдела по развитию рынка доступного жилья и коммунальной инфраструктуры, заместителем начальника управления жилищного строительства — начальником отдела развития рынка доступного жилья.
В августе 2010 года стал заместителем министра, начальником управления жилищного строительства министерства строительства и жилищно-коммунального хозяйства Калужской области.
В январе 2011 года перешел на должность начальника управления строительства и земельных отношений города Калуги в качестве заместителя Городского Головы.
23 октября 2015 года в рабочем кабинете Дмитрия Денисова прошли полицейские обыски, после чего 27 октября он покинул свой пост. Позднее прокуратурой был выдан отказной материал, а дело прекращено в связи с отсутствием состава преступления. В декабре того же года Денисов вернулся на должность начальника управления строительства и земельных отношений.
С октября 2016 года назначен заместителем Городского Головы, начальником управления архитектуры, градостроительства и земельных отношений города Калуги.
С 20 февраля 2017 года распоряжением Губернатора Калужской области назначен его первым заместителем.
С 20 декабря 2019 года временно исполняет полномочия Городского Головы города Калуги, сменив на этом посту Дмитрия Разумовского.
6 ноября 2020 года избран Городским Головой Калуги.

## Награды
В 2015 году награждён медалью «В память 70-летия Победы в Великой Отечественной войне» за «большой вклад в патриотическое воспитание подрастающего поколения и увековечение памяти погибших защитников».